# NGC 3526
NGC 3526 (ook wel NGC 3531) is een spiraalvormig sterrenstelsel in het sterrenbeeld Leeuw. Het hemelobject werd op 25 maart 1865 ontdekt door de Duitse astronoom Albert Marth, en in 1881 herontdekt door Edward Singleton Holden.

## Synoniemen
- NGC 3531
- IRAS11043+0726
- UGC 6167
- KARA 464
- MCG 1-28-39
- ZWG 38.129
- PGC 33635